# Mario Botta
Mario Botta (* 1. dubna 1943 Mendrisio) je švýcarský architekt a profesor architektury.

## Život
Narodil se v roce 1943 v Mendrisiu, ve švýcarském kantonu Ticino, jehož úředním jazykem je italština. Po ukončení základní školy se v letech 1958 – 1961 vyučil jako kreslič v architektonickém studiu Carloni a Camenish v Luganu. Další studium zahájil v roce 1961 na Liceo Artistico v Miláně a po jeho ukončení v roce 1964 začal studovat architekturu na Istituto Universitario di Architettura (IUAV) v Benátkách, kde získal diplom v roce 1969. Četné zkušenosti získal spoluprací s předními světovými architekty. V Paříži pracoval ve studiu Le Corbusiera, kde se podílel na projektu nové nemocnice v Benátkách. S Louisem Kahnem se setkal v roce 1969 v Benátkách a spolupracoval s ním na výstavě jeho projektu nového Kongresového paláce (Palazzo dei Congressi). Svoji kariéru zahájil otevřením vlastního studia v Luganu. Od roku 1976 je profesorem na Ecole Polytechnique v Lausanne. Jako hostující profesor Yaleovy univerzity, univerzity v Buenos Aires a jinde, přednáší a pořádá workshopy po celém světě, v roce 2005 navštívil Prahu.

## Dílo
Tvorba Maria Botty zahrnuje četné rodinné domy ve Švýcarsku, muzea, sportovní a společenské stavby v různých částech světa a též sérii sakrálních staveb, z nichž nejznámější je Synagoga Cymbalista a Centrum židovského dědictví v izraelském Tel Avivu nebo Katedrála v Évry ve Francii. Jeho postmoderní architektura je charakteristická racionálními geometrickými tvary. Pracuje s přírodními materiály, nejčastěji používá přiznaný, neupravovaný beton, cihly a kámen, které někdy kombinuje i v rámci jedné stavby. Jako dekorativní prvek u cihelných fasád používá pruhy a plochy tvořené na koso nebo příčně kladenými cihlami. U sakrálních staveb přivádí světlo do interiéru shora, vrcholovými světlíky.
Kromě architektury se věnuje navrhování nábytku a bytových doplňků ze dřeva, kovu a skla.

### Realizované stavby a projekty (výběr)
- 1986–1998: Kostel svatého Jana Křtitele, Mogno
- 1988–95: Katedrála Vzkříšení a svatého Korbiniána, Évry
- 1989–2003: Kyobo Tower, Soul
- 1992–1995: Muzeum moderního umění (SFMOMA), San Francisco
- 1996: Muzeum Tinguely, Basilej
- 1997: Leeum – umělecké muzeum Samsung, Soul (spolupráce: OMA a Jean Nouvel)[3]
- 1998: Synagoga Cymbalista a Centrum židovského dědictví, Tel Aviv, Izrael
- 2002: Muzeum moderního umění (MART), Rovereto
- 2002–2004: Rekonstrukce a dostavba (architektonická renovace) divadla La Scala, Milán[4]
- 2005–2007: Kasino, Campione d'Italia

## Členství v organizacích
- 1982: Commission Federale Svizzera delle Belle Arti
- 1983: čestný člen Bund Deutscher Architeckten (BDA)
- 1984: čestný člen American Institute of Architects (AIA)
- 1997: čestný člen Royal Institut of British Architects (RIBA)
- 2013: čestný člen Pontificia Insigne Accademia di Belle Arti e Letteratura dei Virtuosi al Pantheon, jmenovaný papežem Benediktem XVI.[5]

## Ocenění (výběr)
- 1985: Beton Architectual Prize, Curych
- 1986: Chicago Architecture Award, Chicago
- 1987: CICA Prize (Comité International des Critiques d'Architecture), Buenos Aires
- 2006: Čestný doktorát, Freiburská univerzita, Švýcarsko[6]
- 2014: Per Artem ad Deum Medal (konference SACROEXPO), Targi Kielce, Polsko[7]

Čestný doktorát mu udělily univerzity dalších světových měst, například Soluň (1996), Buenos Aires (1997), Bukurešť (1997), Sofie (1998) a další.

## Galerie

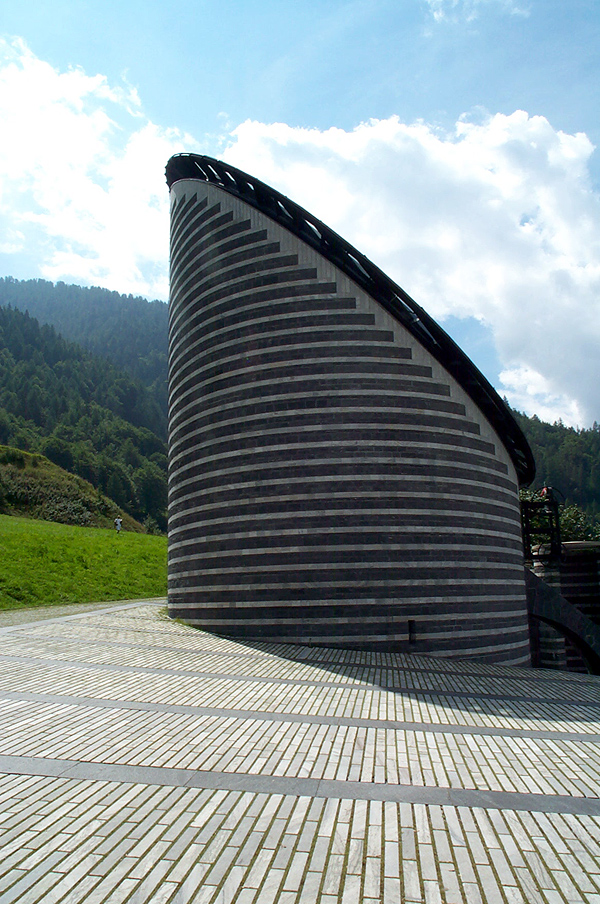
Kostel sv. Jana Křtitele, Mogno
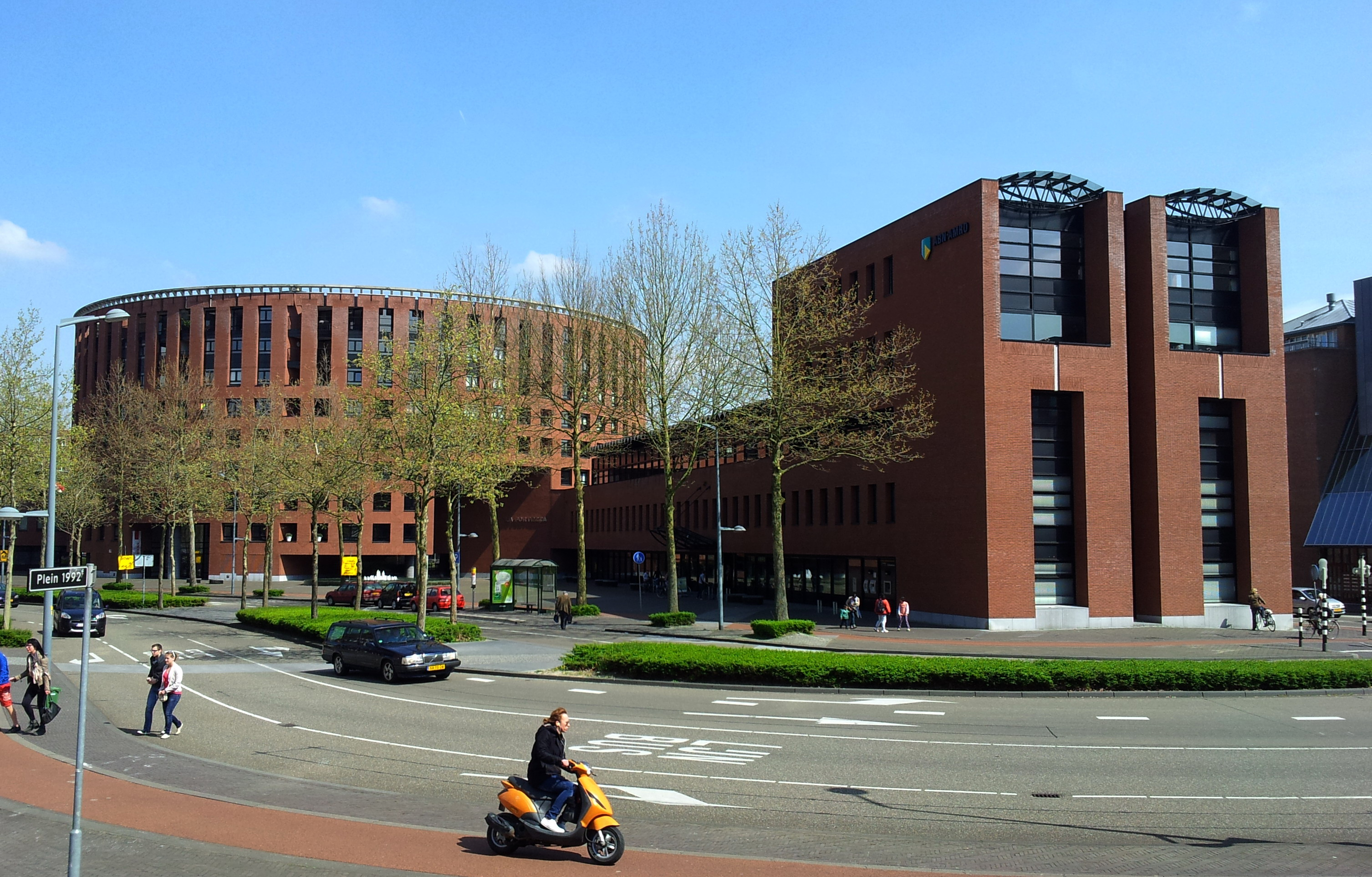
La Fortezza, Maastricht
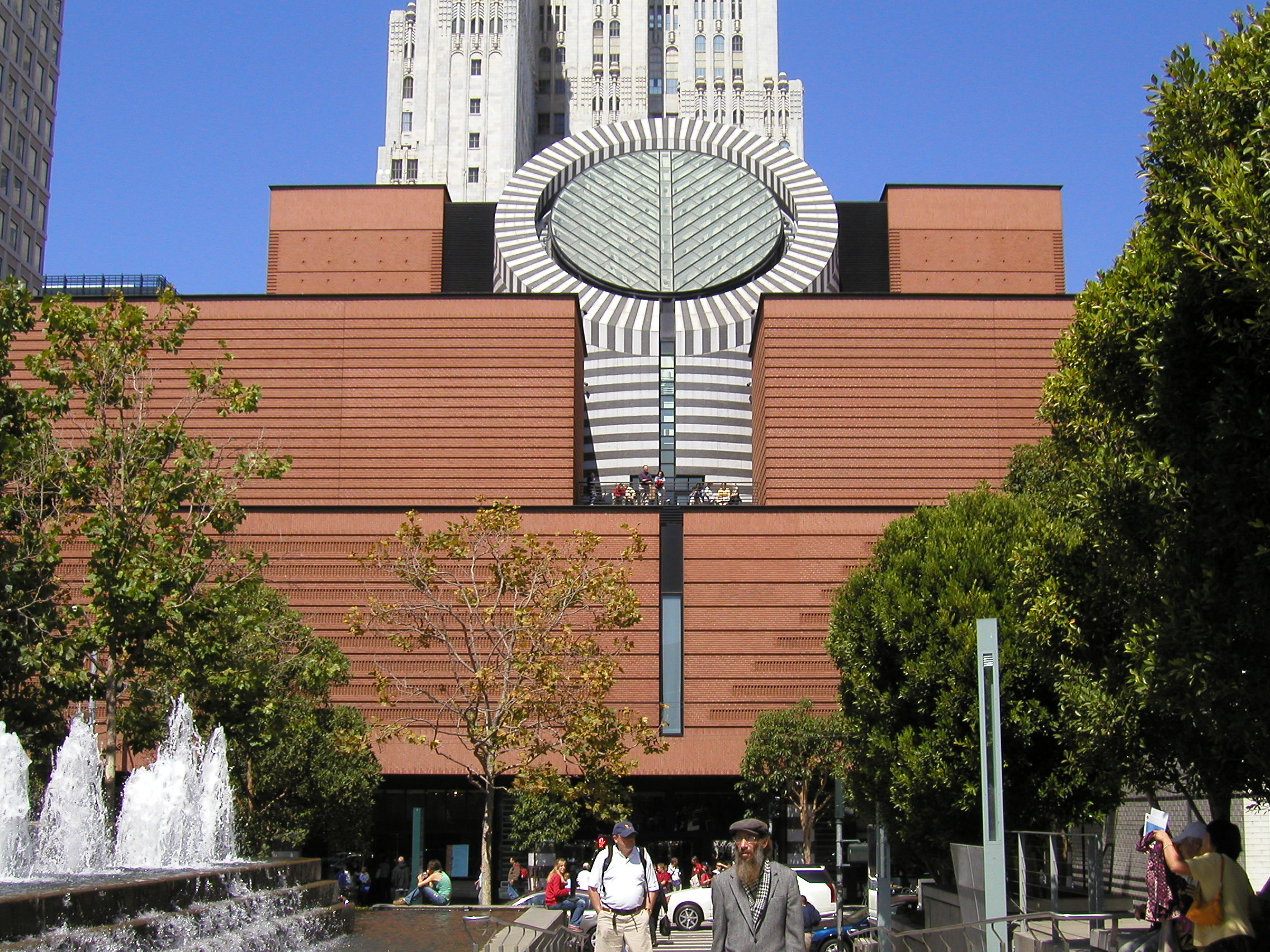
Muzeum moderního umění (SFMOMA), San Francisco
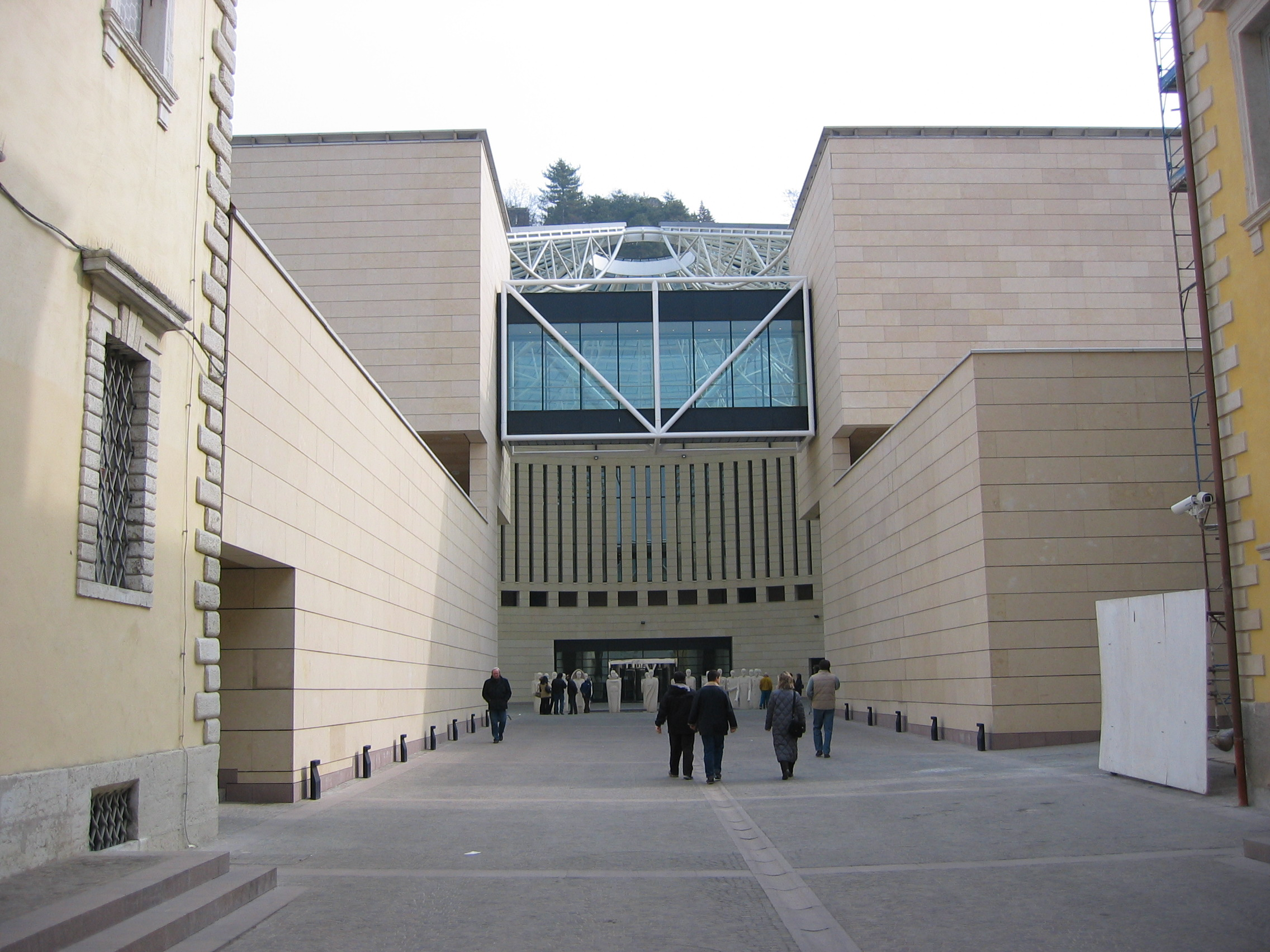
Muzeum moderního umění (MART), Rovereto
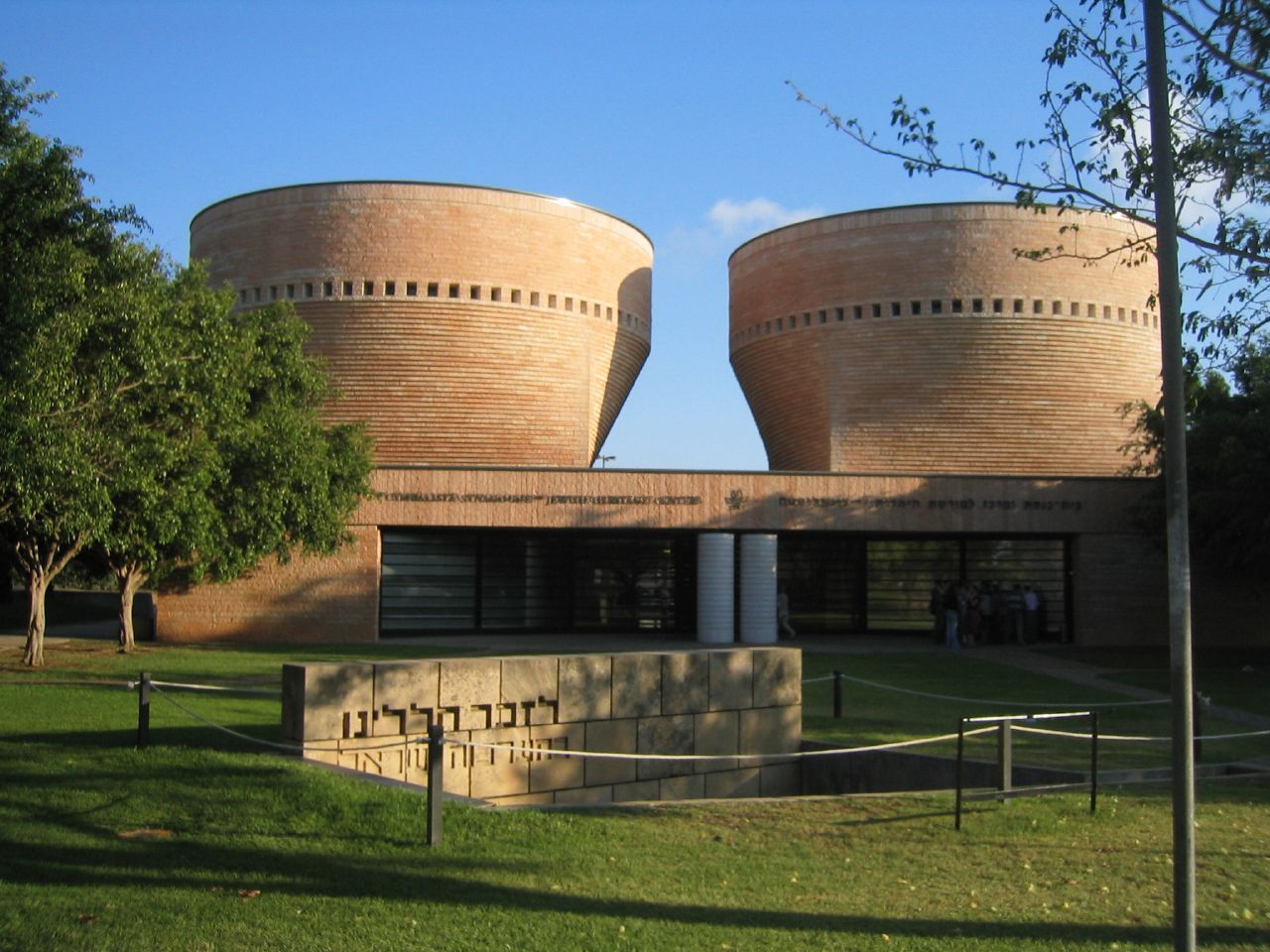
Synagoga Cymbalista a Centrum židovského dědictví, Tel Aviv

## Výstavy
- 2010/2011: Mario Botta. Architetture 1960-2010, Museo di arte moderna e contemporanea di Trento e Rovereto (MART), Rovereto[8]